# Kari Syreeni
Kari Syreeni, född 1952 i Finland, är en finländsk teolog och professor i Nya Testamentets exegetik vid Åbo Akademi.
Syreeni har sin bakgrund vid den teologiska fakulteten vid Helsingfors universitet, där han alltjämt innehar en docentur. Han var professor i Nya Testamentets exegetik vid Uppsala universitet från 1996 till 2007 då han installerades vid den teologiska fakulteten vid Åbo Akademi. Hans specialkompetens ligger inom receptionshistorisk bibelforskning och biblisk hermeneutik.
Syreeni beskriver sig som "kulturkristen" och säger att han tar uppståndelsen på största allvar men inte tror på den bokstavligt. "Att tro på uppståndelsen innebär för mig att tro på livet och meningen med livet, mot alla odds, och att handla för livet under alla omständigheter."